# Tunisko

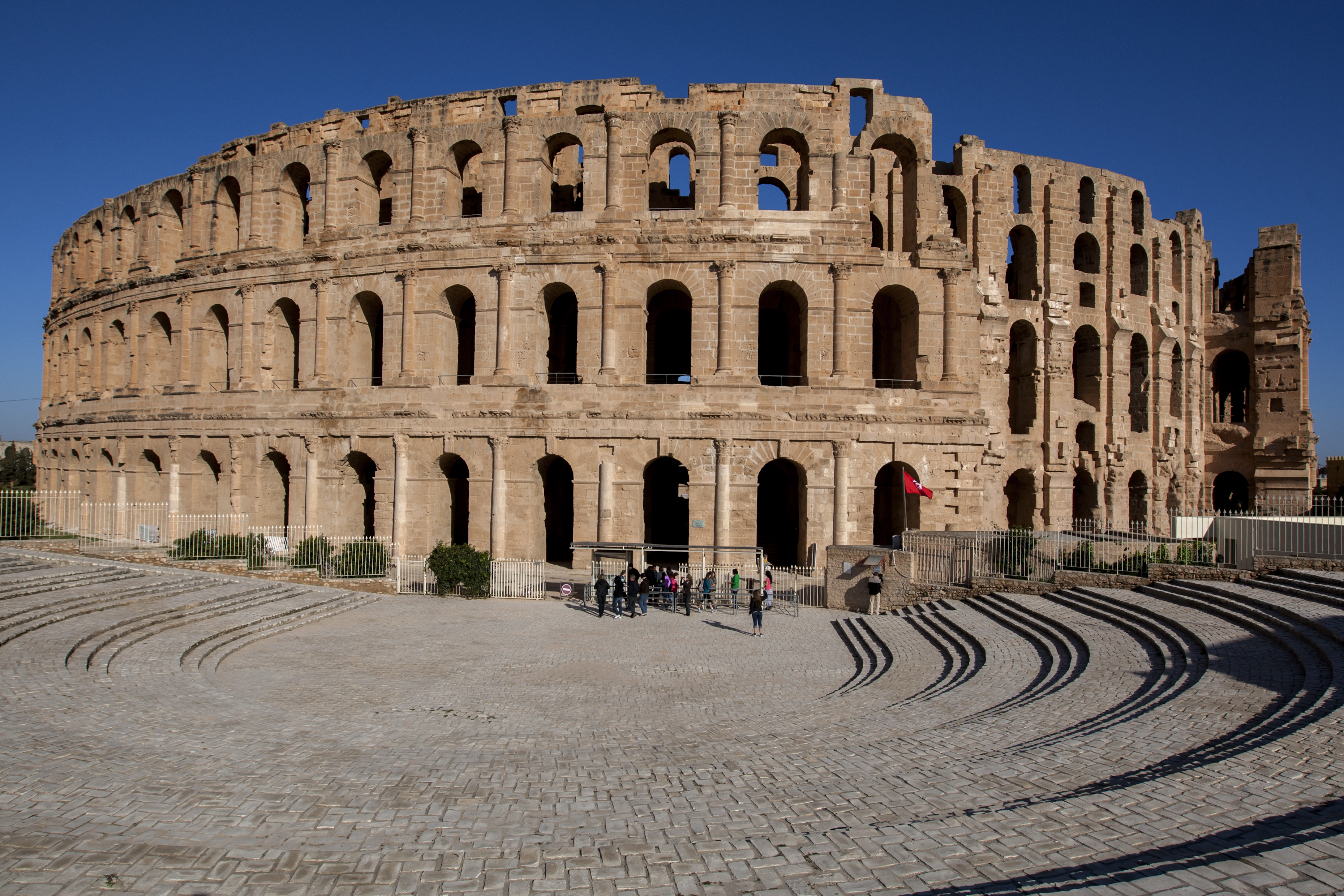
Římský amfiteátr v římské provincii Africa, dnešní El-Džem

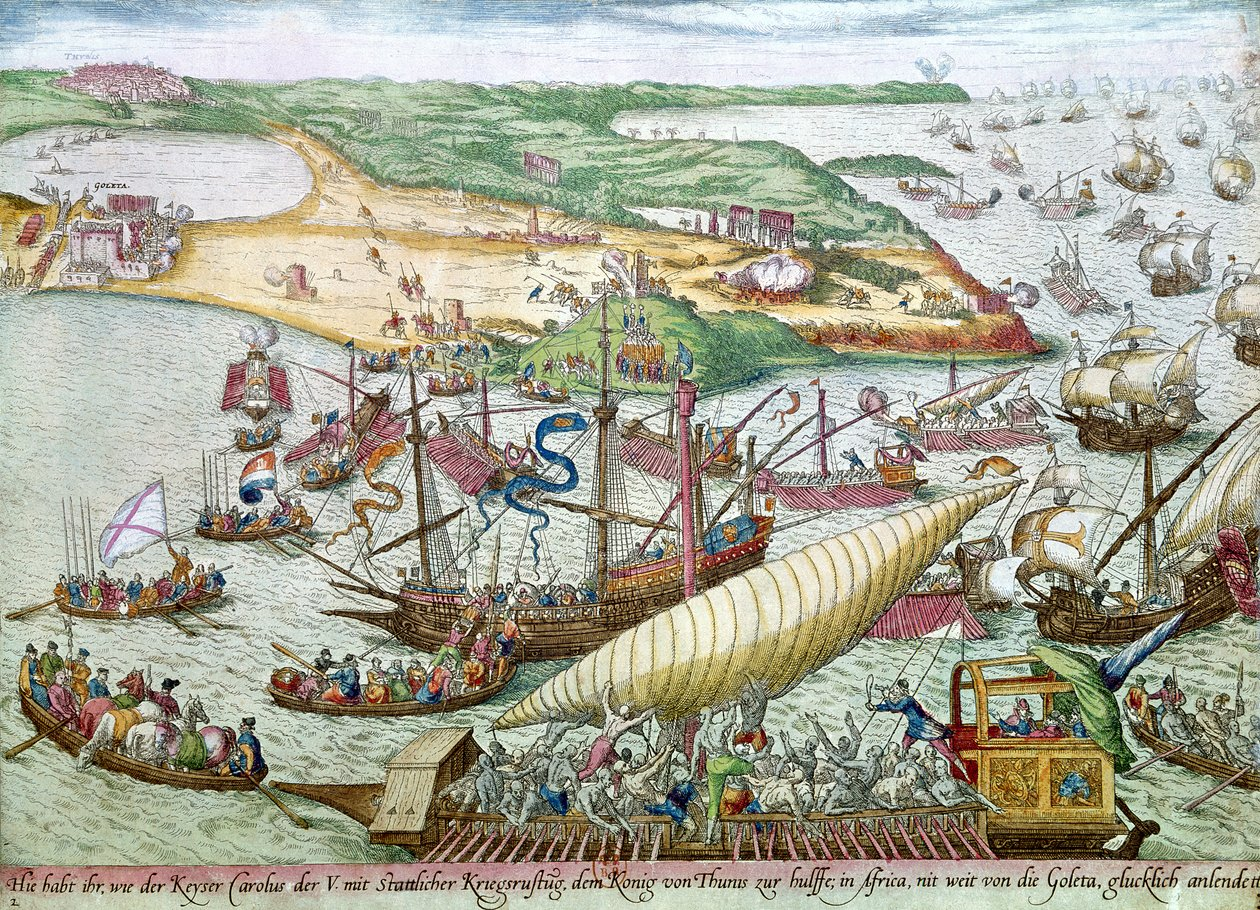
Při tažení proti Tunisu roku 1535 císař Karel V. osvobodil tisíce křesťanských otroků

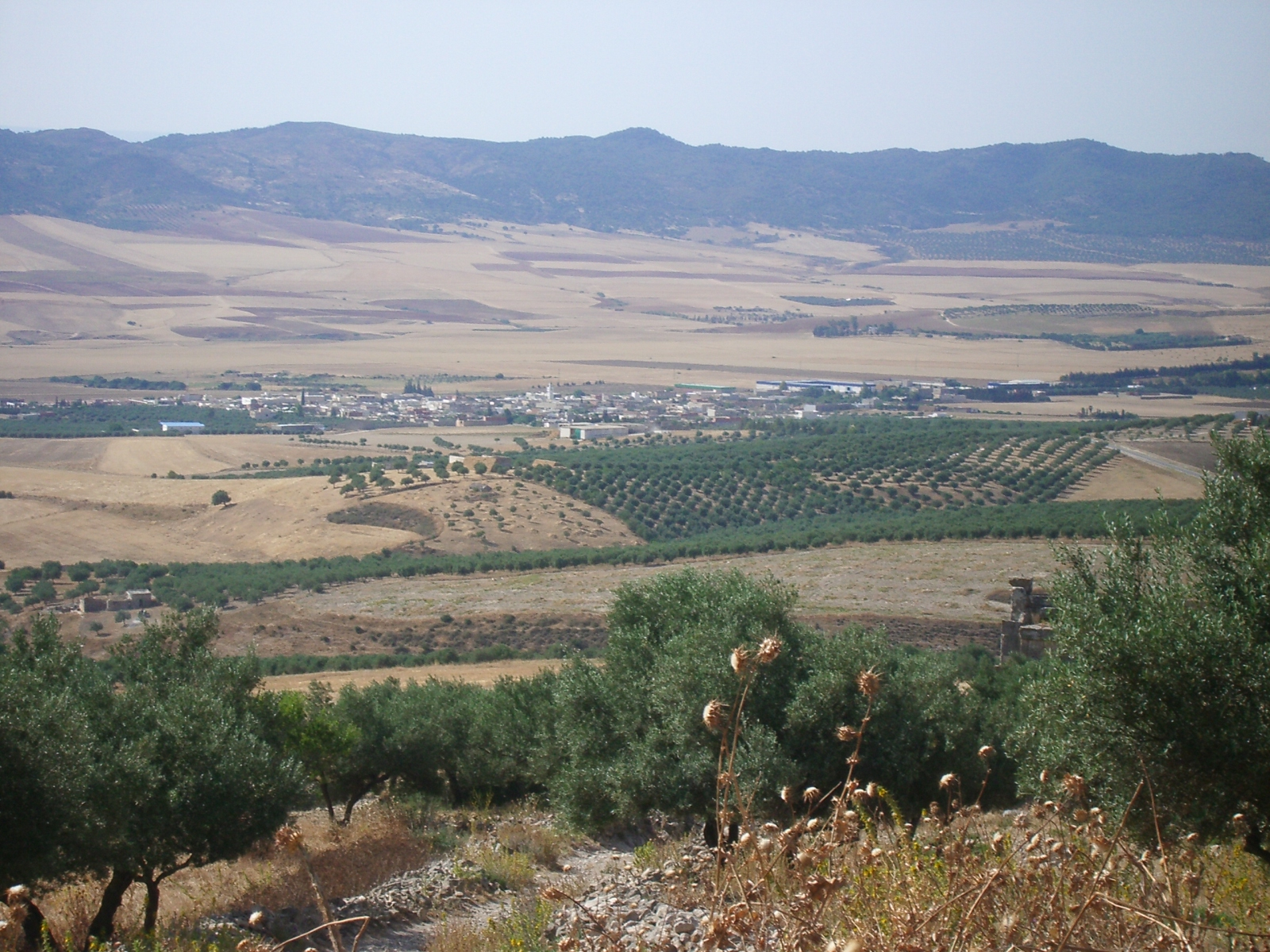
Severní Tunisko

Tunisko, plným názvem Tuniská republika, je stát v severní Africe. Jeho název je odvozen od pojmenování hlavního města Tunisu. Na rozloze 163 610 km² žije v roce 2018 přes 11,5 milionu lidí.

## Historie
Tunisko bylo osídleno Féničany ve 12. století př. n. l. V 6.–5. století př. n. l. velký městský stát Kartágo (odvozeno z fénického názvu pro „Nové město“) ovládal většinu západního Středomoří. Tři punské války mezi Římem a Kartágem (druhá byla nejslavnější, vedená římským vojevůdcem Scipionem Africanem proti Hannibalovi) vedly ke kompletnímu zničení Kartága v roce 146 př. n. l. S výjimkou období let 439–533 n. l., kdy území dobyli Vandalové, bylo Kartágo částí římského impéria, než ho zabrali Arabové (648–669 n. l.). Vládly zde různé arabské a berberské dynastie, následované Turky, kteří zabrali toto území v letech 1570–1574 a do 19. století z něj učinili součást Osmanské říše. Koncem 16. století zde byly základny pirátů. Francouzští vojáci obsadili zemi v roce 1881 a tuniský bej podepsal smlouvu ustanovující francouzský protektorát. Během druhé světové války zde mezi roky 1942 a 1943 probíhaly těžké boje mezi Spojenci a mocnostmi Osy. Ty skončily drtivou porážkou Německa a Itálie.[zdroj?]
Nacionalistický neklid přinutil Francii v roce 1956 uznat Tunisko jako nezávislý stát. Ustavující shromáždění 25. července 1957 sesadilo tehdejšího sultána Muhammada VIII. a deklarovalo Tunisko jako republiku a zvolilo Habíba Burgibu za prezidenta. Burgiba po vzoru západních států zaváděl radikální sociální změny ve snaze zmodernizovat ekonomiku i společnost samotnou. Zbavil náboženské vůdce jejich společenského vlivu, protože považoval islám za brzdící sílu rozvoje své země, zavedl bezplatné základní školství a uzákonil občanská práva i pro ženy. V roce 1975 ho zvolilo Národní shromáždění doživotně prezidentem. V 70. letech došlo k dramatickému nárůstu islámské opozice. Ve strachu z lidového povstání zorganizoval v roce 1987 ministerský předseda Zín Abidín bin Alí pokojný palácový převrat, nechal prohlásit Burgibu za fyzicky i mentálně neschopného vykonávat úřad.[zdroj?]
Bin Alí pokračoval v politice svého předchůdce jak na domácí půdě (sekularismus a politická represe), tak i na poli mezinárodním (umírněná a prozápadní). Jeho vláda potlačovala ostatní politické strany, cenzurovala tisk i internet, omezovala náboženské svobody a pronásledovala intelektuály, opoziční aktivisty i novináře. Poté, co se bin Alímu podařilo počátkem 90. let potlačit islámskou opozici, úspěšně se pokusil získat na svou stranu veřejné mínění. Povolil politický systém více stran, omezil policejní represe a vyzval k návratu politické emigranty. Zahraniční politiku Tuniska již dlouhá léta charakterizuje umírněnost a snaha o vzájemný dialog. Bin Alí několikrát za sebou znovu legitimizoval svou moc – a to ve volbách v roce 1989, 1994, 1999, 2004 a 2009. Od konce roku 2010 až do současnosti probíhaly nebo probíhají ve většině arabských států protesty, nepokoje, povstání a revoluce, které jsou nazývány jako „arabské jaro“. První nepokoje začaly v prosinci roku 2010 v Tunisku a vedly k tomu, že 14. ledna 2011 prezident bin Alí rozpustil vládu a prchl do Saúdské Arábie. Původně chtěl utéci do Francie, ale francouzský prezident mu nepovolil vstoupit do země. Úřadujícím prezidentem se stal nakrátko premiér Muhammad Ghannúší a po něm předseda Poslanecké sněmovny Fuád Mebazá. Po revoluci v roce 2010 se bezpečnostní situace v Tunisku uklidnila a byla na dobré úrovni prakticky po celé zemi až do roku 2014. V současnosti se v západních a jižních částech Tuniska vyskytují teroristické skupiny. V březnu roku 2015 došlo k teroristickému útoku v muzeu Bardo v hlavním městě Tunisu a v červnu roku 2015 k útoku na plážích v Sousse.[zdroj?]
V říjnu 2021 byla jmenována předsedkyní vlády Nadžla Búden Ramadán (نجلاء بودن رمضان), to z Tuniska dělá první zemi v celém arabském světě, jež má ženu na tak vysoké pozici.

## Státní symboly

### Vlajka
Tuniská vlajka je tvořena sytě červeným listem o poměru stran 2:3, na kterém je umístěno bílé kruhové pole, v kterém jsou zobrazeny v sytě červené barvě symboly islámu – pěticípá hvězda a srpek. Srpek je otevřen k vlajícímu okraji a připomíná symbol Osmanské říše.

### Hymna
Tuniská hymna je píseň Humat Al-Himá, (česky Ochránci vlasti). Původně se jedná o báseň egyptského autora Mostafa Saadeq Al-Rafe'ie ze třicátých let 20. století, k níž později připsal další sloky Aboul-Qacem Echebbi. Autorem hudby je Mohammed Abdel Wahab, který složil také libyjskou hymnu a hymnu SAE.

## Geografie
Tunisko leží v Severní Africe, pouhých 150 km od Sicílie a tedy od Evropy. Na západě má 965 km dlouhou hranici s Alžírskem, na jihovýchodě 459 km s Libyí a ze severovýchodu a severu je jeho pobřeží v délce 1 148 km omýváno Středozemním mořem. S rozlohou 163 610 km² je 91. největším státem na světě, 36. největším v Africe a 2× větším než Česká republika. Z Afriky zabírá asi 0,5 % rozlohy. Hlavním pohořím je masiv Dorsale, který je pokračováním pohoří Atlas. V severozápadní části země poblíž hranic s Alžírskem je nejvyšší tuniská hora Džabal aš-Šánabí s výškou 1 544 m n. m. Severní části země vévodí náhorní pláně a úrodné údolí řeky Medžerda (Medjerda). Medžerda pramení ve východním Alžírsku a je jedinou stálou řekou v Tunisku (ostatní jsou sezónní). Jižně od horského masivu Dorsale se táhnou vyprahlé, neúrodné stepi, přecházející v šotty (solná jezera). Jižněji už je jenom poušť.[zdroj?]

### Podnebí
Tunisko leží v subtropickém pásu. Horké suché léto zde trvá od května do října. Zimní období je mírné, chladné proudy z Atlantiku přináší vítr a déšť. V severních částech země je i jaro a podzim, byť mnohem kratší než v Evropě. V letních měsících vane z jihu suchý, horký vítr scirocco. Průměrné teploty se pohybují kolem 5–6 °C v lednu a 33 °C v srpnu. Vnitrozemí je horké, na Sahaře až 50 °C ve stínu. Nejlepší měsíce pro návštěvu jsou konec června, přelom září a října.[zdroj?]

## Politika

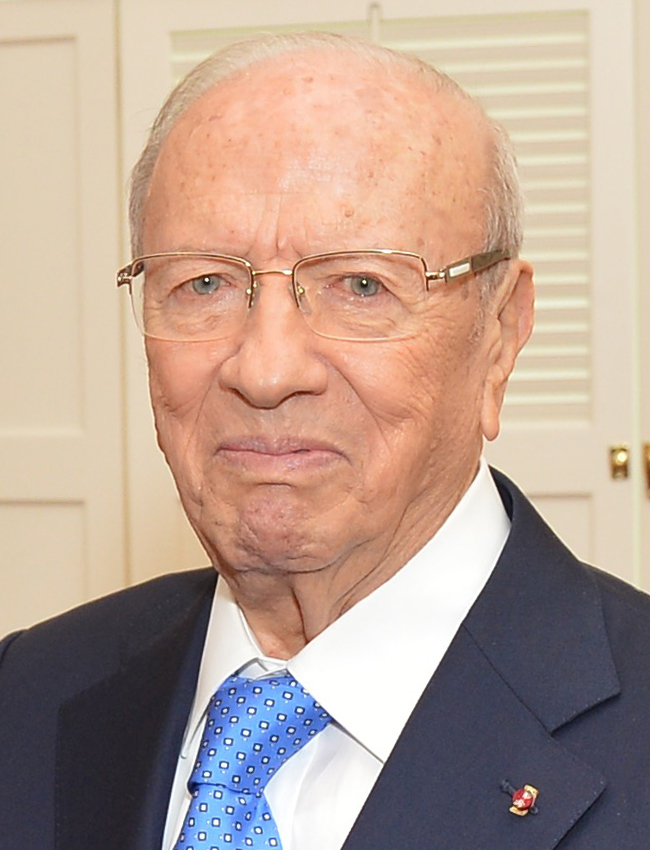
Prezident Al-Bádží Qáid as-Sabsí

Tunisko je poloprezidentskou republikou. Právní systém je založen na francouzském právním systému. V Tunisku před revolucí neexistovala demokracie v evropském smyslu slova, šlo o policejní stát. V současnosti probíhá proces demokratizace.[zdroj?]
Prezident je volen na pětileté období, podle ústavy může být zvolen maximálně dvakrát po sobě (v říjnu roku 2009 byl však Zín Abidín bin Alí zvolen popáté). Výkonnou moc má mimo prezidenta i premiér a vláda, kterou jmenuje prezident.[zdroj?]
Zákonodárnou moc má dvoukomorové Národní shromáždění, tvořené Poslaneckou sněmovnou (Madžlis an-nuwáb) (214 poslanců volených na 5 let) a Sněmovnou poradců, kde je na 6 let voleno 126 poradců, avšak 85 z těchto 126 poradců je voleno prostřednictvím obecních zastupitelstev a obchodních komor; zbylých 41 jmenováno prezidentem.[zdroj?]

### Politické strany a hnutí
V současnosti je zdaleka nejsilnější parlamentní stranou Strana obnovy, islamistická strana, která byla od roku 1991 až do revoluce v roce 2012 zakázána.[zdroj?]
Od roku 1988 do revoluce v roce 2012 byla oficiální vládní stranou RCD (Demokratické ústavní sdružení), oficiální vládnoucí strana, republikánská strana levého středu, držící fakticky dostatečnou většinu v parlamentu, aby mohla rozhodovat sama. Jejím předsedou byl vládce země Zín Abidín bin Alí a po pádu režimu byla strana zrušena. Před revolucí kromě ní stály za zmínku PUP (Strana lidové jednoty), radikálně reformní strana, předseda Muhammad Búšiha; MDS (Strana socialistických demokratů), levice, hlavní opoziční strana, předseda Ismáil Bulahja; UDU (Demokratická unionistická strana), opoziční strana, předseda Ahmad Inúblí; Hnutí at-Tadždíd, předseda Ahmad Ibráhím; FDTL (Demokratické hnutí za práci a svobody), předseda Mustafa bin Džafar; PVP (Zelená strana pokroku), předseda Mongí Chamasí; PSL (Liberálně sociální strana), předseda Mondhir Thabet.[zdroj?]

### Účast v mezinárodních organizacích/smlouvách

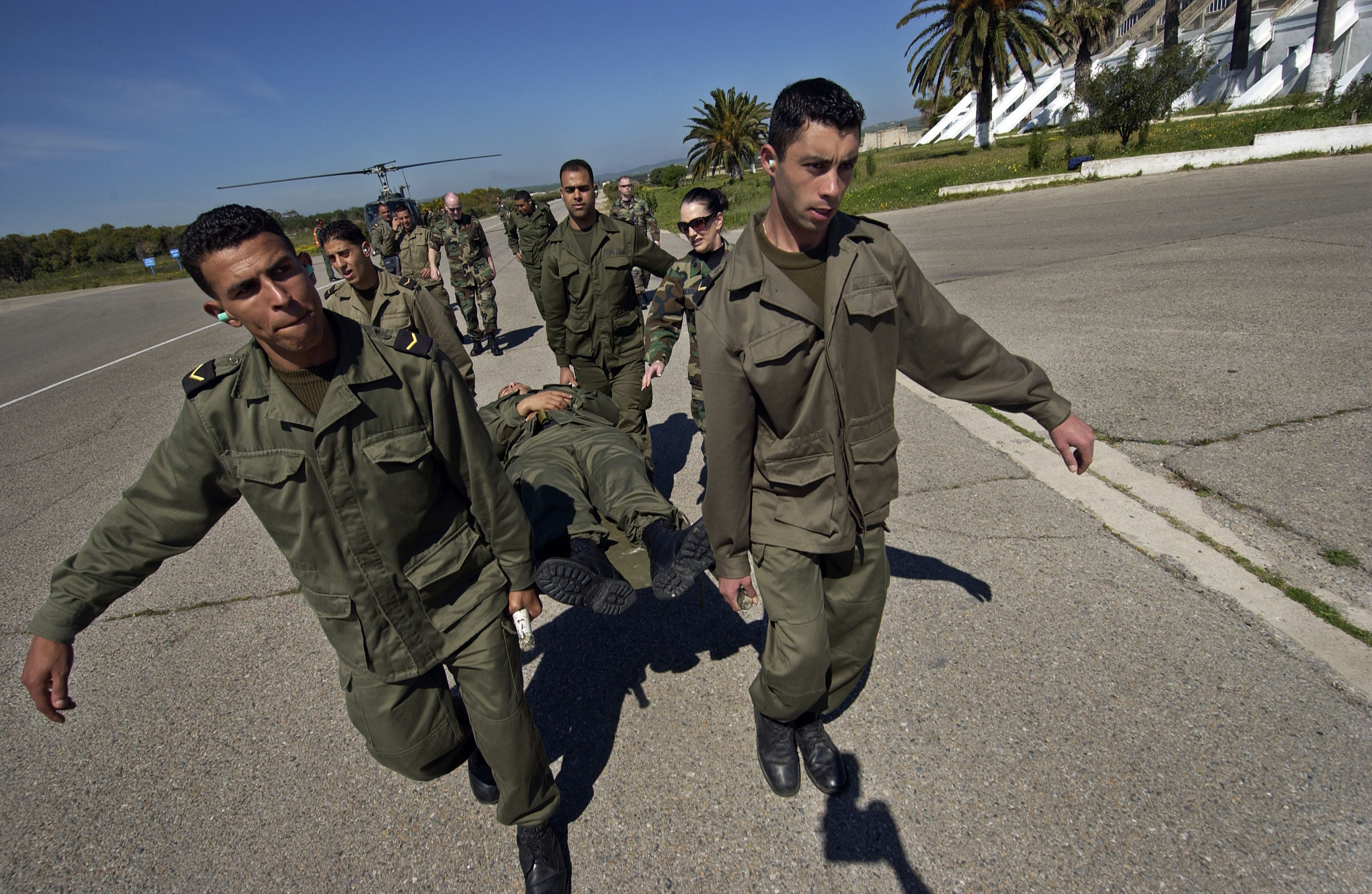
Tuniští vojáci

ABEDA, AfDB, AFESD, AL, AMF, AMU, APM, AU, BSEC (pozorovatel), BTWC, CEN-SAD, CTBT, ENMOD, FAO, G-77, GAFTA, IAEA, IBRD, ICAO, ICC, ICRM, ICSID, IDA, IDB, IFAD, IFC, IFRCS, IHO, ILO, IMF, IMO, IMSO, Interpol, IOC, IOM, IPU, ISA, ISESCO, ISO, ITSO, ITU, ITUC, KP, MIGA, NAM, NPT, NTBT, OAPEC (suspendován), OAS (pozorovatel), OIC, OIF, OPCW, OSCE (partner), UN, UNCLOS, UNCTAD, UNESCO, UNFCC, UNHCR, UNIDO, UNWTO, UPU, WCO, WFTU, WHO, WIPO, WMO, WTO.[zdroj?]
| Pořadí | Jméno hlavy státu  | Název funkce (strana)  | Nástup do funkce  | Odchod z funkce   |
| ------ | ------------------ | ---------------------- | ----------------- | ----------------- |
| 1      | Muhammad VIII.     | sultán, předtím bej    | 20. březen 1956   | 25. červenec 1957 |
| 2      | Habíb Burgiba      | prezident (PND, PSD)   | 25. červenec 1957 | 7. listopad 1987  |
| 3      | Zín Abidín bin Alí | prezident (PSD, RCD)   | 7. listopad 1987  | 14. leden 2011    |
| 4      | Muhammad Ghannúší  | prezident              | 14. leden 2011    | 15. leden 2011    |
| 5      | Fuád Mebazá        | prezident              | 15. leden 2011    | 13. prosinec 2011 |
| 6      | Munsif Marzúkí     | prezident              | 13. prosince 2011 | 31. prosince 2014 |
| 7      | Kaíd Sibsí         | prezident              | 31. prosince 2014 | 25. července 2019 |
| 8      | Mohamed Ennaceur   | prezident (prozatímní) | 25. července 2019 | 23. října 2019    |
| 9      | Kaís Saíd          | prezident              | 23. října 2019    | úřadující         |

### Správní členění

Tuniské guvernoráty

Země je rozdělena na 24 guvernorátů (vilájetů), arabsky (francouzsky): Arjána (Ariana), Bádža (Beja), Bin 'Arús (Ben Arous), Banzart (Bizerta), Kábis (Gabes), Káfsa (Gafsa), Džunduba (Jendouba), al-Kajruwán (Kairouan), al-Kasrajn (Kasserine), Kibilí (Kebili), al-Káf (Kef), al-Mahdíja (Mahdia), Manúba (Manouba), Madanín (Medenine), al-Monastir (Monastir), Nábul (Nabeul), Safákis (Sfax), Sídí Bú Zajd (Sidi Bou said), Siljána (Siliana), Sús (Sousse), Tatáwín (Tataouine), Tawzár (Tozeur), Tunis, Zangwán (Zaghouan).[zdroj?]

### Města
Největším městem je hlavní město Tunis s aglomerací čítající 2,3 milionu obyvatel. Větší města leží zpravidla u pobřeží, jedná se tedy většinou o významné přístav a turistická letoviska.[zdroj?]
| pořadí | město      | počet obyvatel |
| ------ | ---------- | -------------- |
| 1      | Tunis      | 728 000        |
| 2      | Sfax       | 277 000        |
| 3      | Súsa       | 164 000        |
| 4      | Kairouan   | 119 000        |
| 5      | At-Tadaman | 117 000        |
| 6      | Gabès      | 116 000        |
| 7      | Bizerta    | 114 000        |

## Ekonomika

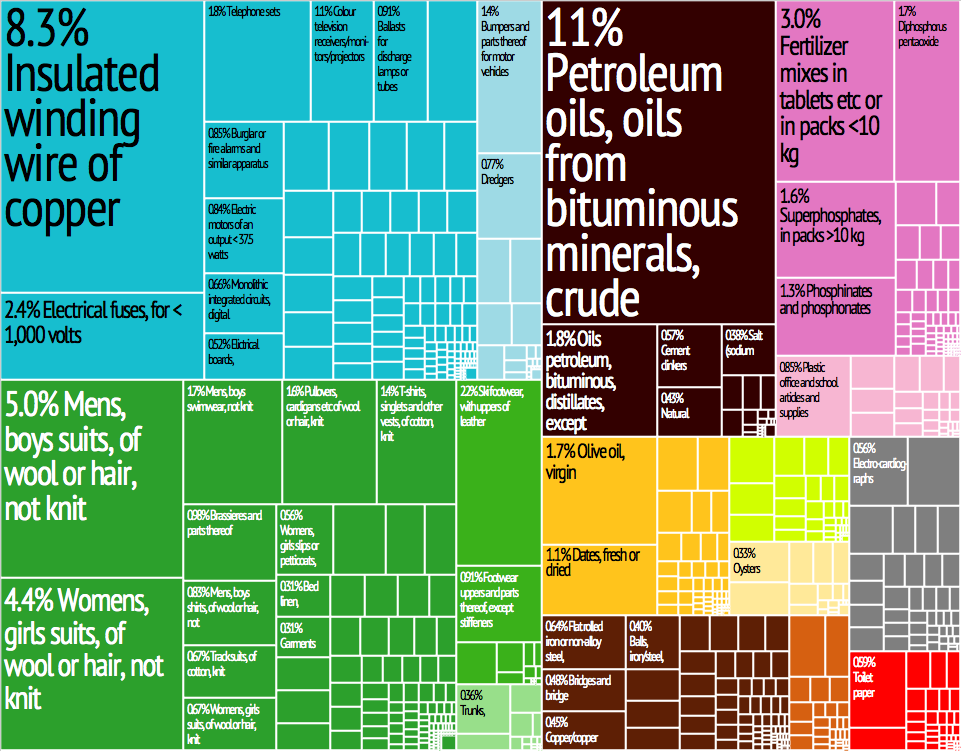
Tuniský vývoz

Tuniská ekonomika je poměrně diverzifikovaná, skládá se z několika velkých důležitých odvětví, země tedy není závislá pouze na jednom konkrétním sektoru. Hlavními problémy jsou nezaměstnanost, nedostatek kvalifikovaných sil, nedokončená privatizace a liberalizace ekonomického sektoru. Navzdory vysoké nezaměstnanosti patří tuniská ekonomika mezi rozvojovými zeměmi i nadále k těm nejúspěšnějším. V roce 1995 se Tunisko stalo prvním arabským státem, který byl připuštěn do Evropské ekonomické zóny.[zdroj?]
Export za rok 2009 představoval 14,43 mld. USD, nejvíce se vyváželo oblečení, polozpracované zboží a textil, zemědělské produkty, strojní produkty, fosfáty a chemikálie, uhlovodíky a elektrická zařízení. Největšími odběrateli byli Francie 29,6 %, Itálie 21 %, Německo 8,8 %, Libye 5,8 %, Španělsko 5 % a Velká Británie 4,8 %. V roce 2009 se dovezlo do Tuniska zboží za 14,43 mld. USD, byl to hlavně textil, strojní zařízení, uhlovodíky, chemikálie, potraviny. Většina zboží byla z Francie 20,1 %, Itálie 16,4 %, Německa 8,8 %, Číny 5 %, Španělska 4,5 % a USA 4 %. Pokud jde o další údaje za rok 2009, tak HDP činí 83,21 mld USD, růst HDP je 0,3 %, 8000 USD představuje HDP/obyv. (PPP). HDP tvoří z 35 % průmysl, z 10,9 % zemědělství a z 54,1 % služby. Pracovní síla je rozložena následovně: průmysl 35 %, zemědělství 10,9 %, služby 54,1 %. Inflace dosahuje 7,2 %, nezaměstnanost 16,2 % (u mladistvých až 40,1 %) a 16,6 % obyvatel žije pod hranicí chudoby.

### Průmysl
Těžební průmysl: fosfáty (6. místo na světě v jejich těžbě), ropa (25 % příjmů země jde z exportu ropy), zemní plyn, železná ruda, sůl. Chemický průmysl (fosfáty a hnojiva), zpracování kůží, textilní, obuvnický, potravinářský (mléčné výrobky, nápoje).[zdroj?]

### Zemědělství
Hlavní produkty tvoří olivy, olivový olej, citrusové plody, datle, mandle, rajčata, obilniny. Významný je rybolov, chov ovcí a skotu. Asi 40 % potravin musí Tunisko dovážet.[zdroj?]

### Cestovní ruch

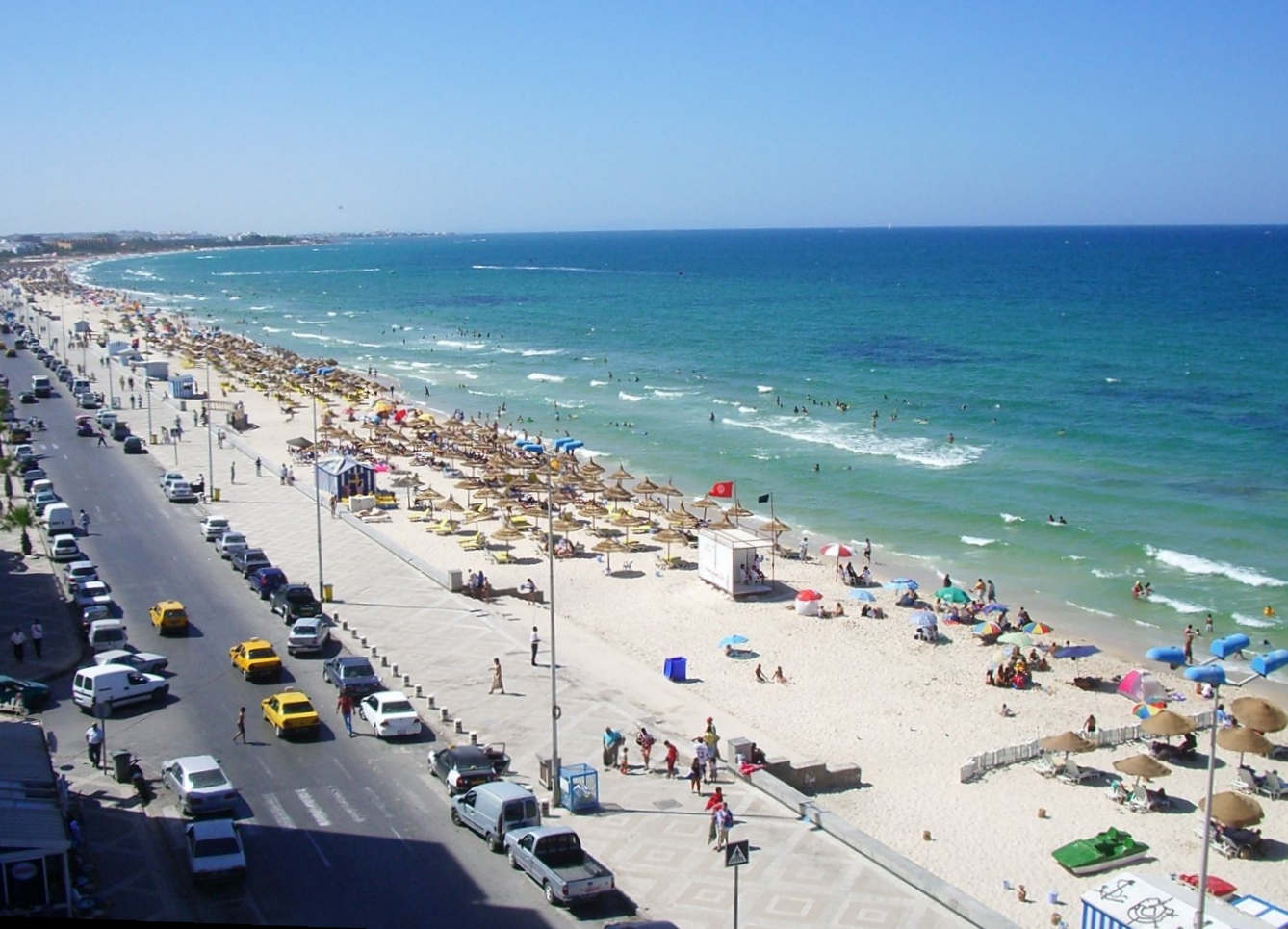
Pláž v letovisku Sousse

Velmi významný je rozvoj turistiky, státem podporované. Krásné pískové pláže, teplé a čisté moře dělají z Tuniska významnou turistickou destinaci. Mnoho turistů převážně z Evropy sem přijíždí zejména kvůli relativně nízkým cenám a četným památkám. Dalším zdrojem příjmů jsou pracovníci v zahraničí (Francie, Itálie, Libye, státy Perského zálivu).[zdroj?]

### Doprava

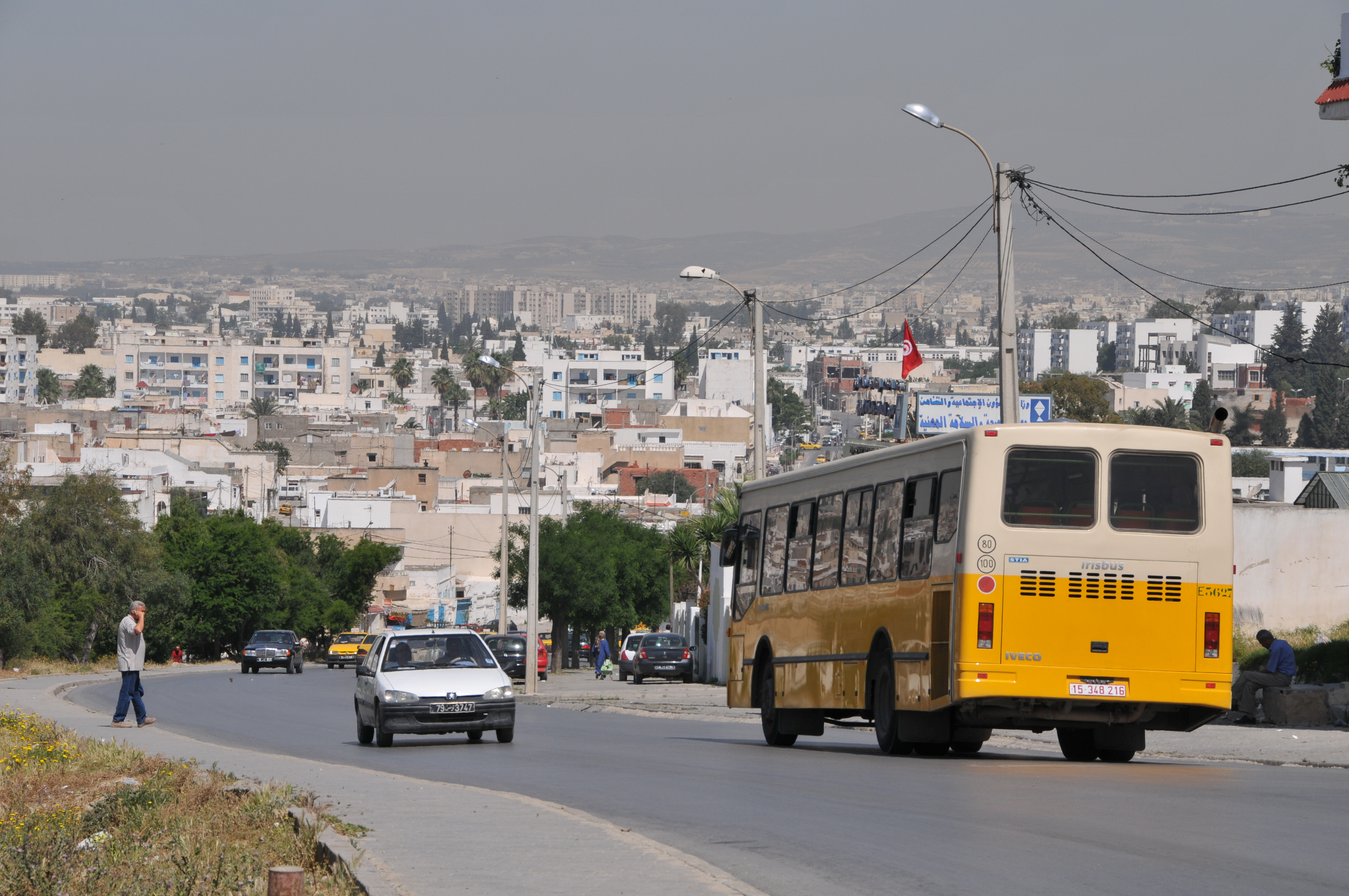
Autobusová doprava v Tunisku

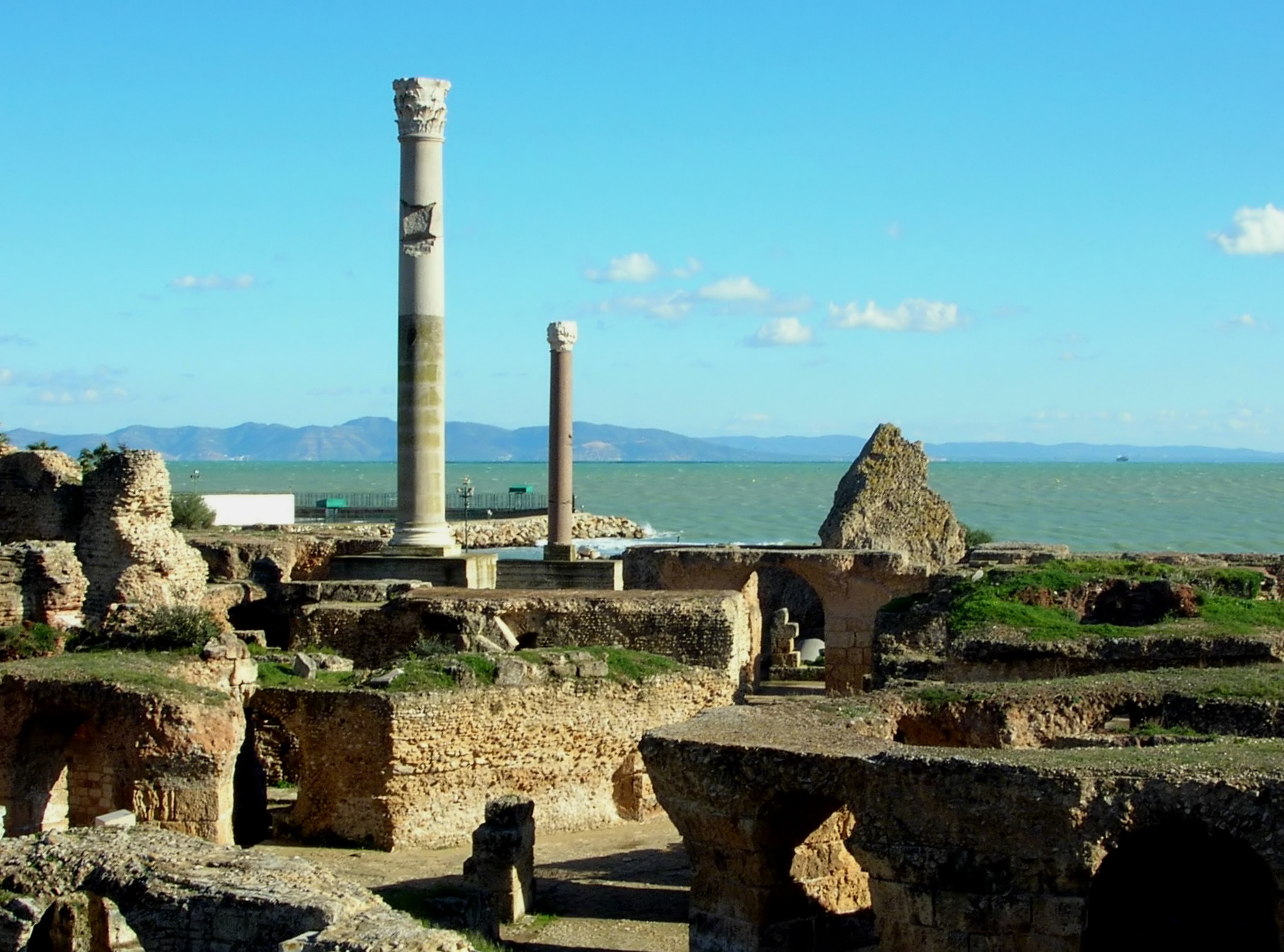
Ruiny lázní Antonina Pia v Kartágu

Je zde velmi hustá síť veřejné meziměstské dopravy (autobusy, vlaky, nájemné taxíky tzv. louages), ceny jsou poměrně nízké, spolehlivost a frekvence spojů překvapivě vysoká. V zemi je 30 letišť, z toho 14 se zpevněným povrchem ranvejí. Z toho osm mezinárodních. Hlavní letiště jsou v Tunisu, Djerbě, Monastiru a Tabarce. Na podzim roku 2009 byla dokončena výstavba nového letiště Enfidha, doplňujícího letecké spojení východotuniské rekreační zóny pro charterové i mezinárodní lety. Současná kapacita letišť je cca 19 mil. pasažérů. Přibližně 112 leteckých společností z 28 zemí zabezpečuje 1400 letů týdně do a z Evropy. Tuniskými leteckými společnostmi jsou Tunisair, Nouvelair, Karthago Airlines a Tunis Avia.[zdroj?]
Základní infrastruktura železniční sítě vznikla za francouzského protektorátu (1881–1956), kterou pozdější tuniská vláda dále rozšiřovala. První železniční spojení na území Tuniska však vzniklo ještě před příchodem Francouzů. Mezi Tunisem a městem La Marsa byla zahájena doprava 2. srpna 1872 na trati dlouhé 19 km. Železniční dopravu dnes provozuje státní společnost Société Nationale de Chemins de Fer Tunisiens (SNCFT). Byla založena 27. prosince 1956 a zaměstnává okolo 6 000 lidí. V roce 2003 společnost přepravila 35,7 milionu cestujících a 11,6 milionů tun nákladu. Vagony pro osobní přepravu jsou rozděleny do tří kvalitativních tříd – Grand Confort, první a druhou třídu. V současnosti je v zemi 2 152 km železnic, z toho 468 km má standardní rozchod 1 435 mm a 1 674 má rozchod 1 000 mm. Elektrifikovaných je 65 km. Hlavní koridor (La Ligne de la Côte) je mezi městy Tunis – Sousse – Sfax – Gabès. V jižní části Tuniska je úzkorozchodná železnice, po které se přepravují zejména fosfáty a železná ruda z vnitrozemského města Gafsa do přístavu Sfax. Tuniská železniční síť je na dvou místech propojena se sítí alžírskou, ovšem v současné době tudy vlaky nejezdí. Od roku 2008 se buduje železnice z přístavu Gabès k libyjským hranicím do města Ras Ajdir. Tuniská a libyjská síť zatím propojena není.[zdroj?]
Silnice mají délku 19 000 km, z toho je vyasfaltováno 13 000 km a dálnice z Tunisu do Sfaxu je dlouhá 165 km, z Tunisu na sever zatím 100 km a z Tunisu do Bizerty 60 km. Dále 1203 km ropovodů a 3059 km plynovodů. Největšími přístavy jsou Sfax, La Goulette – Tunis (Halk al-Wádí), Sousse, Bizerta, Schira.[zdroj?]

## Obyvatelstvo

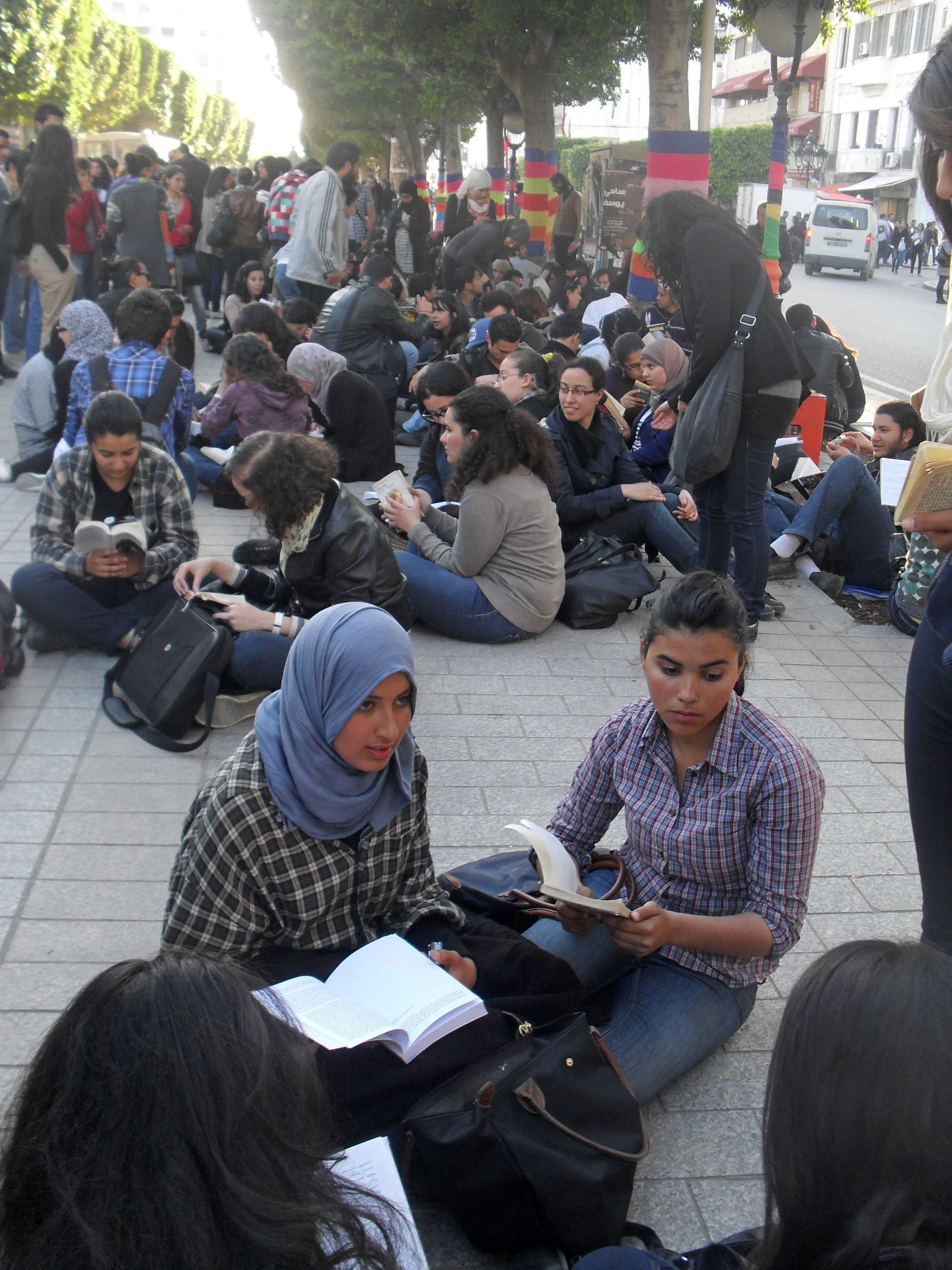
Tuniští studenti v roce 2012

Celková populace činila k roku 2014 zhruba 11 milionů lidí. V roce 1960 mělo Tunisko 4,2 milionů obyvatel.
Hlavní etnickou skupinou, asi 98 % populace, jsou arabsko-berberští míšenci, z toho méně než 10 % jsou čistě Arabové. Zbytek populace tvoří Berbeři, Židé, Evropané. Hlavními oblastmi berberského osídlení jsou jižní část ostrova Džerba, horské osady v jižním Tunisku a několik starých berberských vesnic (tzv. ksáry) v okolí jihotuniského města Tatáwín.[zdroj?]
Podle věkové struktury je 22,7 % obyvatelstva ve věku 0–14 let, 70,1 % ve věku 15–64 let a 7,2 % ve věku nad 65 let (údaje z roku 2009). Průměrná délka života obyvatel Tuniska je 75,78 let, u mužů pak 73,98 let a u žen 77,7 let (2008). Počet onemocněných HIV v zemi je 0,1 % (2007). Podle údajů z roku 2008, je 74,3 % obyvatel gramotných a urbanizace dosahuje 67 %.[zdroj?]

### Náboženství
| Náboženství v Tunisku | Náboženství v Tunisku | Náboženství v Tunisku | Náboženství v Tunisku | Náboženství v Tunisku |
| --------------------- | --------------------- | --------------------- | --------------------- | --------------------- |
|                       |                       |                       |                       |                       |
| Islám                 | Islám                 |                       | 98 %                  | 98 %                  |
| Křesťanství           | Křesťanství           |                       | 1 %                   | 1 %                   |
| ostatní/neznámí       | ostatní/neznámí       |                       | 1 %                   | 1 %                   |

Tunisko je arabská země s islámskou kulturou. 98 % obyvatel Tuniska se hlásí k islámu, který je oficiálním státním náboženstvím, zbylá 2 % představují judaismus a křesťanství. Více než 95 % Tunisanů je ortodoxního sunnitského vyznání, v zemi žije několik malých komunit hlásících se k muslimské sektě cháridža. Islám je podle ústavy státní náboženství a prezidentem se může stát pouze muslim. Ústava také zaručuje obyvatelstvu náboženskou svobodu.[zdroj?]
Z asi 25 000 křesťanů se jich okolo 22 000 hlásí k římskokatolické církvi a protestanti tvoří menšinu. Kolem 1 500 židů žije převážně kolem hlavního města a na ostrově Džerba, kde mají 39 synagog a komunita zde má historii dlouho 2500 let. K jedné z nejstarších synagog na světě sem každoročně přichází mnoho poutníků.[zdroj?]
Před získáním nezávislosti na Francii v roce 1956 žilo v Tunisku 255 000 Evropanů (Francouzi a Italové) a přibližně 100 000 židů.

### Jazyk
Oficiálním jazykem je arabština. Nejběžnějším evropským jazykem je francouzština, v turistických letoviscích rovněž angličtina, němčina a italština. Francouzština je jazykem obchodních jednání, intelektuální komunikace a vyučujícím jazykem na univerzitách. Každý žák se začíná učit od 1. třídy arabsky a od třetí francouzsky. Angličtinu se Tunisané učí až od páté třídy. Zajímavostí je, že Tunisané v běžném styku mezi sebou mluví místním dialektem nesprávně řečeno hovorové arabštiny „tunisštinou“, která se od spisovné arabštiny hodně liší. Mluvená „tuniština“ je jakýmsi typickým středomořským jazykem (jako je např. maltština) a je složena ze slov, pocházejících z více jazyků, které se po staletí vyskytovaly v Tunisku: arabštiny, francouzštiny, španělštiny, hebrejštiny, italštiny a latiny, berberštiny, maltštiny aj.[zdroj?]